# Tostão
Tostão, rodným jménem Eduardo Gonçalves de Andrade (* 25. leden 1947, Belo Horizonte) je bývalý brazilský fotbalista. Hrával na pozici útočníka. S brazilskou reprezentací vyhrál mistrovství světa roku 1970 a zúčastnil se i světového šampionátu v roce 1966. Celkem za národní tým odehrál 54 zápasů a vstřelil 32 branek. Roku 1971 byl vyhlášen nejlepším fotbalistou Jižní Ameriky. Hrál v klubech América (1962–1963), Cruzeiro (1964–1971) a CR Vasco da Gama (1972–1973). Vystudoval medicínu, ale po skončení hráčské kariéry se živil především jako sportovní komentátor.